# StarRoc
 (décembre 2011).
Si vous disposez d'ouvrages ou d'articles de référence ou si vous connaissez des sites web de qualité traitant du thème abordé ici, merci de compléter l'article en donnant les références utiles à sa vérifiabilité et en les liant à la section « Notes et références ».
StarRoc était un label de musique américain fondé en 2008 par le rappeur américain Jay-Z et le duo de compositeurs-producteurs norvégiens StarGate et fermé en 2014.

## Artistes signés
- Alexis Jordan (2010-2011)
- Willie Jae (2013-2014)